# Julija Sawiczewa
Julija Stanisławowna Sawiczewa (ros. Юлия Станиславовна Савичева; ur. 14 lutego 1987 w Kurganie) – rosyjska piosenkarka, aktorka, prezenterka telewizyjna i osobowość medialna.
Uczestniczka drugiej edycji programu Fabrika zwiozd 2 (2003). Reprezentantka Rosji w 49. Konkursie Piosenki Eurowizji (2004). Wydała pięć albumów studyjnych: Wysoko (2005), Magnit (2006), Origami (2008), Sierdcebienie (2010) i Licznoje… (2014). Laureatka ośmiu Złotych Gramofonów i ośmiu nagród na festiwalu Piesnia goda.
Pomiędzy projektami muzycznymi była uczestniczką kilku programów rozrywkowych, zagrała główną rolę w filmie Pierwaja lubow i użyczyła głosu w kilku filmach animowanych.

## Życiorys
Wychowała się w muzycznej rodzinie; jej ojciec był perkusistą, a matka – pianistką. Gdy miała cztery lata, dołączyła do grupy tanecznej „Agata Christie”, następnie została solistką formacji tanecznej „Firefly”, z którą w 1994 rozpoczęła współpracę w Moskwie, gdzie brała udział w wydarzeniach muzycznych organizowanych w centrum rekreacyjnym oraz w przedstawieniach studenckiego teatru „Faust”. W międzyczasie dostała się do dwóch grup tanecznych – „Żurawuszka” i „Crane” oraz zagrała główną rolę w noworocznym przedstawieniu wystawianym w moskiewskim DK MAI.

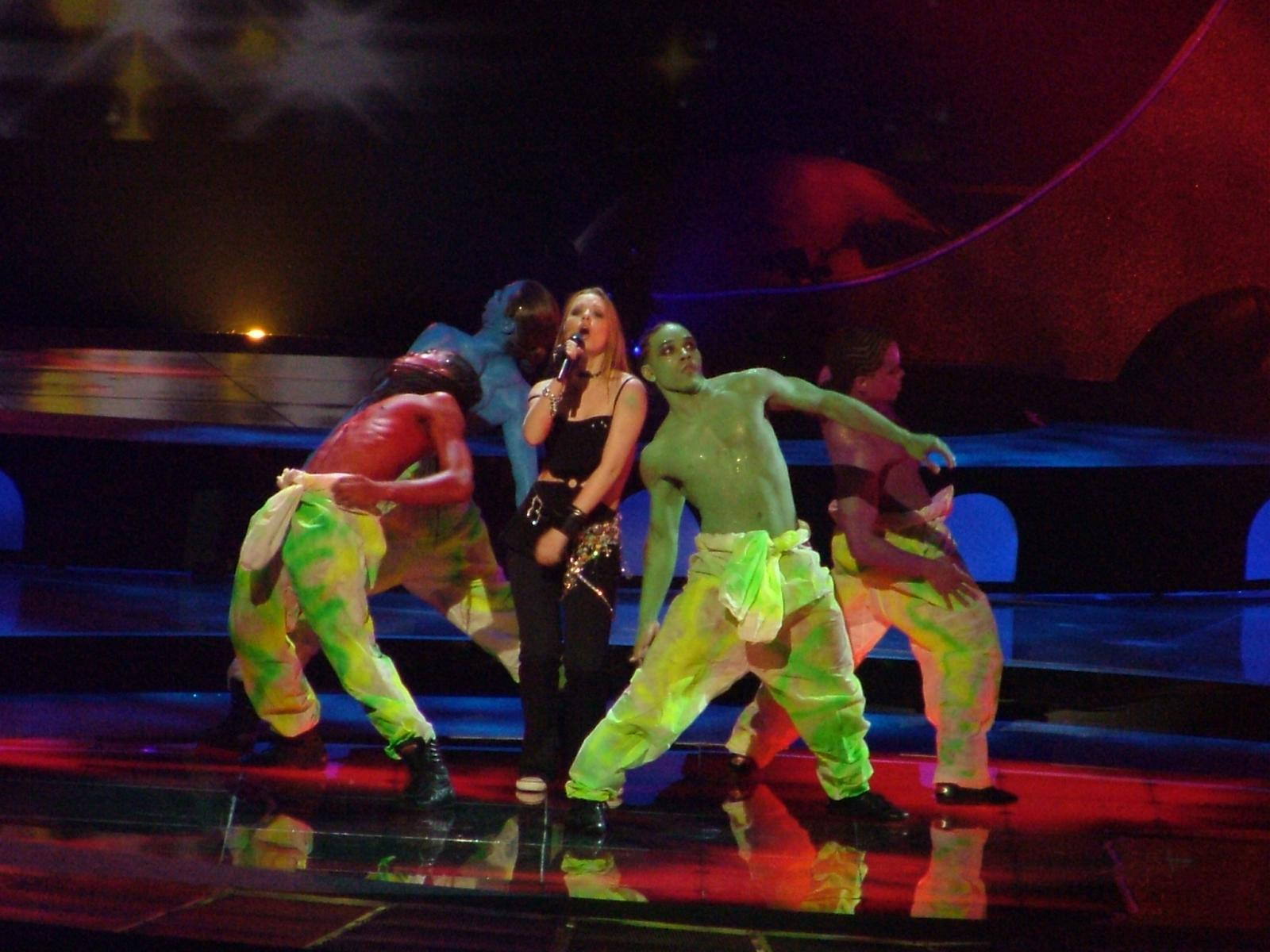
Julija Sawiczewa w finale 49. Konkursu Piosenki Eurowizji w Stambule, maj 2004

W marcu 2003 przeszła przesłuchania do programu Fabrika zwiozd 2, odpadła w odcinku półfinałowym. Podczas udziału w programie nawiązała współpracę z producentem Maksimem Fadiejewem, przy którego pomocy nagrała i wydała single: „Korabli”, „Wysoko” i „Prosti za lubow’”. W 2004 wystartowała w konkursie World’s Best, a w maju, reprezentując Rosję z utworem „Believe Me”, zajęła 11. miejsce w finale 49. Konkursu Piosenki Eurowizji organizowanego w Stambule. W 2005 wydała debiutancki album studyjny pt. Wysoko, na który część materiału napisali byli członkowie zespołu Total, zaprezentowała singiel „Jesli w serdce żywiot lubow” (wykorzystany jako motyw przewodni serialu Nie rodiś krasiwoj) oraz wypuściła album koncertowy pt. Jesli w serdce żywiot lubow.
W kolejnych latach wydała albumy: Magnit (2006), Origami (2008), Sierdcebienie (2010) i Licznoje… (2014). W 2009 zagrała Tanję, główną bohaterkę filmu Jegora Drużinina Pierwaja lubow, a także zwyciężyła w parze z Jewgienijem Papunaiszwilim w finale czwartej edycji programu Tancy so zwiozdami. W 2012 została mentorką grupy wokalnej z Wołgogradu w pierwszej edycji programu Bitwa chorow. W 2013 zagrała Sujok w noworocznym musicalu Tri bogatyria, uczestniczyła w programie Odin w odin! oraz użyczyła głosu Jelenie Prekrasnej w filmie animowanym Kak pojmat piero Żar-Pticy (2013) i Mary Katherine w rosyjskojęzycznej wersji filmu animowanego Tajemnica zielonego królestwa. W 2015 jej głosem przemówiła Nanti w animacji Sawa. Mały wielki bohater.

## Życie prywatne
23 października 2014 poślubiła kompozytora Aleksandra Arszinowa, którego poznała w 2003 na planie programu Fabrika zwiozd 2. 20 lutego 2017 urodziła pierwsze dziecko.

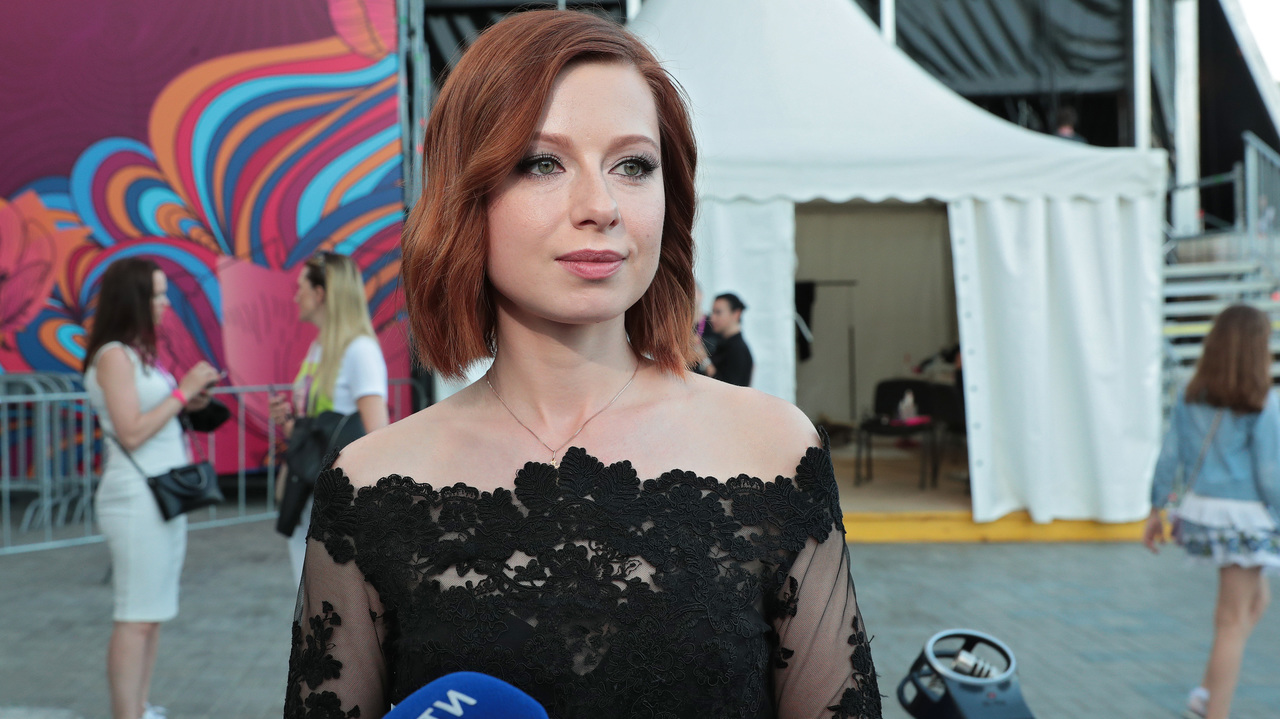
Julija Sawiczewa w programie Dietskaja nowaja wołna, 2013

## Dyskografia
Albumy studyjne
- Wysoko (2005)
- Magnit (2006)
- Origami  (2008)
- Sierdcebienie (2012)
- Licznoje… (2014)

Albumy koncertowe
- Jesli w serdce żywiot lubow (2005)

## Filmografia
Filmy
- 2009: Pierwaja lubow – Tanja
- 2013: Tri bogatyria – Sujok

Dubbing
- 2013: Kak pojmat piero Żar-Pticy – Jelena Prekrasnaja
- 2013: Tajemnica zielonego królestwa – Mary Katherine
- 2015: Sawwa. Sierdce wojna – Nanti

## Nagrody i wyróżnienia
- 2003 – Złoty Gramofon za utwór „Wysoko”
- 2003 – wygrana na festiwalu Piesnia goda z utworem „Wysoko”
- 2004 – Złoty Gramofon za utwór „Prosti za lubow”
- 2005 – nominacja do Złotego Gramofonu za utwór „Stop”
- 2005 – Złoty Gramofon za utwór „Jesli w serdce żywiet lubow”
- 2006 – Złoty Gramofon za utwór „Kak twoj dela?”
- 2006 – nominacja do Złotego Gramofonu za utwór „Priwiet”
- 2007 – wygrana na festiwalu Piesnia goda z utworem „Nikak”
- 2007 – Złoty Gramofon za utwór „Nikak”
- 2008 – Złoty Gramofon za utwór „Zima”
- 2009 – wygrana na festiwalu Piesnia goda z utworem „Goodbye, lubow”
- 2010 – wygrana na festiwalu Piesnia goda z utworem „Moskwa-Władiwostok”
- 2010 – nominacja do Złotego Gramofonu za utwór „Moskwa-Władiwostok”
- 2011 – Złoty Gramofon za utwór „Otpusti”
- 2011 – wygrana na festiwalu Piesnia goda z utworem „Otpusti”
- 2012 – nominacja do Złotego Gramofonu za utwór „Julija”
- 2012 – wygrana na festiwalu Piesnia goda z utworem „Julija”
- 2014 – wygrana na festiwalu Piesnia goda z utworem „Niewiernaja”
- 2015 – wygrana na festiwalu Piesnia goda z utworem „Lubit bolsze nieczem”
- 2015 – nominacja do Złotego Gramofonu za utwór „Lubit bolsze nieczem”